# S. David Griggs
Stanley David Griggs, född 7 september 1939 i Portland, Oregon, död 17 juni 1989 var en amerikansk astronaut uttagen i astronautgrupp 8 den 16 januari 1978.

## Rymdfärder
STS-51-D